# 2024 en Italie
Chronologie de l'Italie
- 2020
- 2021
- 2022
- 2023
- 2024
- 2025
- 2026
- 2027
- 2028

2022 en Europe - 2023 en Europe - 2024 en Europe - 2025 en Europe - 2026 en Europe

## Événements

### Février
- 25 février : élections régionales en Sardaigne.

### Mars
- 10 mars : élections régionales dans les Abruzzes.

### Avril
- 9 avril : une explosion dans une centrale hydroélectrique à Camugnano (Émilie-Romagne) fait sept morts[1].
- 11 avril : des archéologues annoncent la découverte de nouvelles fresques dans l'ancienne ville romaine de Pompéi, représentant des personnages mythologiques de la Grèce antique[2].
- 21 et 22 avril : élections régionales en Basilicate.

### Mai
- 3 mai : 69e cérémonie des David di Donatello.
- 4 au 26 mai : 107e édition du Tour d'Italie.

### Juin
- 8 et 9 juin : élections régionales au Piémont ; élections municipales.
- 9 juin : élections européennes.
- 13 au 15 juin : sommet du G7 à Fasano dans les Pouilles.
- 18 juin : au moins 10 personnes sont tuées après le naufrage de deux bateaux transportant des migrants au large de la côte sud de l'Italie , et 64 autres personnes sont portées disparues[3].
- 29 juin : le Tour de France 2024 part de Florence.

### Juillet
- 17 juillet : des archéologues découvrent les vestiges d'un palais pontifical médiéval sur la place située à l'extérieur de la basilique Saint-Jean-de-Latran à Rome[4].

### Septembre
- 26 septembre : quatre personnes sont tuées et deux autres grièvement blessées lors d'une fusillade à Nuoro, en Sardaigne ; l'auteur des faits se suicide plus tard[5].

### Octobre
- 27-28 octobre : élections régionales en Ligurie.

### Novembre
- 17 et 18 novembre :
  - élections régionales en Émilie-Romagne ;
  - élections régionales en Ombrie.
- 18 novembre : trois personnes sont tuées après une explosion dans une usine de feux d'artifice à Ercolano[6].

## Culture

### Cinéma

#### Récompenses
- David di Donatello
- Rubans d'argent

#### Mostra de Venise
- Lion d'or : The Room Next Door (La habitación de al lado) de Pedro Almodóvar
- Lion d'argent - Grand Prix du Jury : Vermiglio de Maura Delpero
- Lion d'argent du meilleur réalisateur : Brady Corbet pour The Brutalist
- Prix spécial du jury : April de Dea Kulumbegashvili
- Prix du meilleur scénario : Murilo Hauser et Heitor Lorega pour I'm Still Here (Ainda estou aqui)
- Coupe Volpi de la meilleure interprétation féminine : Nicole Kidman pour son rôle dans Babygirl
- Coupe Volpi de la meilleure interprétation masculine : Vincent Lindon pour son rôle dans Jouer avec le feu
- Prix Marcello Mastroianni du meilleur espoir : Paul Kircher pour son rôle dans Leurs enfants après eux

### Littérature

#### Prix et récompenses
- Prix Strega : Donatella Di Pietrantonio, L'età fragile (Einaudi)
  - Prix Strega européen :  Neige Sinno, Triste tigre - traduction Luciana Cisbani (Neri Pozza Editore, (it))
- Prix Bagutta : Gianni Biondillo, Quello che noi non siamo[7] (Guanda)
  - Prix Bagutta de la première œuvre : Giulia Scomazzon, La paura ferisce come un coltello arrugginito  (Nottetempo)
- Prix Bancarella : ?
- Prix Brancati :  ?
  - Fiction : ?
  - Poésie : ?
  - Jeunes : ?
- Prix Campiello : ?
Finalistes : ?
  - Prix Campiello de la première œuvre : ?
  - Prix de la Fondation Il Campiello : ?
  - Prix Campiello Giovani : ?
  - Prix Campiello Junior: 7-10 ans : ? | 11-14 ans : ?
  - Mention spéciale : ?
- Prix Malaparte : ?
- Prix Napoli : ?
- Prix Pozzale Luigi Russo :
- Prix Raymond-Chandler : ?
- Prix Scerbanenco : ?
- Prix Stresa : ?
- Prix Viareggio :
  - Roman : ?
  - Essai : ?
  - Poésie : ?
  - Première œuvre : ?
  - Prix spéciaux : ?

#### Article sur l'année 2024 en Italie
Élections régionales italiennes de 2024

#### L'année sportive 2024 en Italie
- Italie aux Jeux olympiques d'été de 2024
- Championnat d'Italie de football 2023-2024
- Championnat d'Italie de football 2024-2025
- Coupe d'Italie de football 2023-2024
- Coupe d'Italie de football 2024-2025
- Championnat d'Italie de rugby à XV 2023-2024
- Championnat d'Italie de rugby à XV 2024-2025
- Festival olympique d'hiver de la jeunesse européenne 2024
- Grand Prix automobile d'Italie 2024
- Milan-San Remo 2024
- Tour d'Italie 2024
- Tour d'Italie féminin 2024
- Tournoi de tennis de Rome (ATP 2024) (Masters de Rome)
- Tournoi de tennis de Rome (WTA 2024)

#### L'année 2024 dans le reste du monde
- L'année 2024 dans le monde
- 2024 par pays en Amérique, 2024 au Canada, 2024 aux États-Unis
- 2024 en Europe, 2024 dans l'Union européenne, 2024 en Belgique, 2024 en France, 2024 en Suisse
- 2024 en Afrique • 2024 par pays en Asie • 2024 en Océanie
- 2024 aux Nations unies
- Décès en 2024